# Helicobia alvarengai
Helicobia alvarengai är en tvåvingeart som beskrevs av Tibana 1976. Helicobia alvarengai ingår i släktet Helicobia och familjen köttflugor. Inga underarter finns listade i Catalogue of Life.